# دمیتری لیپارتوف
دمیتری لیپارتوف (روسی: Дмитрий Викторович Липартов؛ زادهٔ ۲ آوریل ۱۹۷۳) بازیکن فوتبال اهل روسیه بود.
از باشگاه‌هایی که در آن بازی کرده‌است می‌توان به باشگاه فوتبال ناروا ترانس و باشگاه فوتبال سیلامائه کالو اشاره کرد.